# General Polavieja, 54
El edificio, situado en la calle  General Polavieja, 54 del Ensanche Modernista de la ciudad española de Melilla, es un edificio modernista, que forma parte del Conjunto Histórico Artístico de la Ciudad de Melilla, un Bien de Interés Cultural.

## Historia
Fue construido sobre 1915, siendo su autor desconocido.

## Descripción
Está construido en ladrillo maocho para los muros y vigas de hierro y bovedillas de ladrillo tocho. Tiene planta baja, principal y primera.
Su fachada, de bajos muy reformados, en su origen con arcos, cuenta con  balcones de magníficas rejas y molduras sobre los vanos de las ventanas, así como miradores en el centro y en los extremos,  el de su izquierda perdido. El peto contaba con balaustradas